# Germanus Gyula

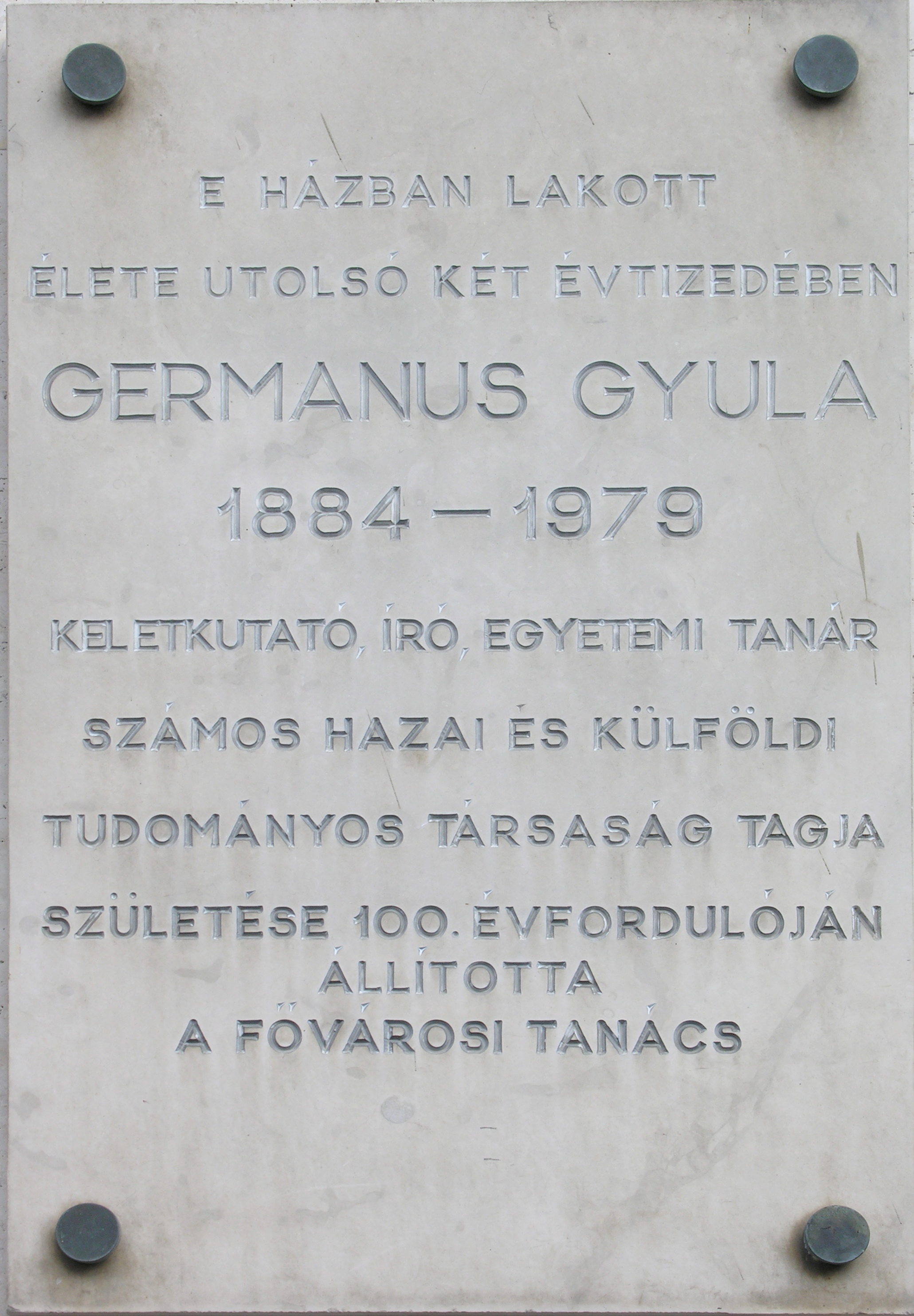
Germanus Gyula emléktáblája egykori lakhelyén
(Budapest V., Petőfi tér 3–5.)

Germanus Gyula (Budapest, 1884. november 6. – Budapest, 1979. november 7.), felvett nevén Julius Abdulkerim Germanus (عبد الكريم جرمانوس), nemzetközi hírű magyar orientalista, arab nyelvészeti, kultúrtörténeti író, irodalmár, nyelvész, történész, országgyűlési képviselő, több arab nemzeti akadémia és az MTA tagja.

## Élete

### Gyermekkora és korai tanulmányai
Mindkét nagyapja negyvennyolcas honvéd volt. Apja Germanus Sándor (1852–1940) zsidó bőrkereskedő, cipőfelsőrész-készítő, anyja pedig a cipszer származású, szepesi Zobel Rozália volt. Két testvére született, Johanna és Ferenc. 1902-ben végzett a VIII. Kerületi Közösségi Főreáliskolában kiváló eredménnyel. Nem sokkal később latin és ógörög nyelvi különbözetivel megszerezte a gimnáziumi érettségit is. Történelem iránti érdeklődése már korán megnyilvánult, eredetiben olvasott franciául és németül, az irodalmi önképzőkörben is kiemelkedő teljesítményt ért el. Így például A tüzérhadnagy című művével, mely az 1870. évi strasbourgi ostromot tárgyalja, 20 koronás pályadíjat nyert.
Gyermekkorától hegedült és tanulmányozta a zenetörténetet. Bár szülei ellenezték, hogy tanulmányai helyett zenével foglalkozzon, így zongora híján – főleg éjszaka – kartonpapírra rajzolt zongorabillentyűkön gyakorolt.
A történelem mellett érdeklődése lassan a keleti tanulmányok felé irányult. A német nyelvű, Die Gartenlaube című folyóirat egyik keleti városrészletet ábrázoló fametszete keltett benne első, mély benyomást a Kelet iránt.
Hamarosan maga kezdett el tanulni törökül Erődi-Harrach Béla nyelvkönyvéből. De – amint azt Allah akbar c. könyvében írja – nem magáért a nyelvészetért tanult, az iszlám mentalitásvilágát a „keleti lelket kereste”. Az, hogy miként látják maguk a török történetírók a hódoltság korát, már korábban is nagyon érdekelte. Az irodalom volt segítségére tudásszomjának enyhítésében. Azonban hamar rá kellett jönnie, hogy a korabeli török nyelv igen sok elemet magába olvasztott egyéb keleti nyelvekből; perzsául és arabul kezdett tehát tanulni. 
Tanulmányaihoz először a nagy Ázsia-kutatótól és nyelvésztől, Vámbéry Ármintól kért segítséget, első perzsa nyelvű könyveit is tőle kapta. „Egyik-másik hetilap, a Mesveret (Tanács) és több kisebb-nagyobb hasonló szellemű röpirat állandóan érkezett Vámbéry címére, Pestre, számos könyv tiszteletpéldányával. Ami nem érdekelte a professzort, azt egy fürdőkádba dobta az én számomra, és én ebből halásztam ki a nekem tetsző lapokat, könyveket.” Apja nem nézte jó szemmel fia álmodozásait, féltette, de Vámbéry kiállt tanonca mellett: „Germanus úr! Az ön fia egy óriási ígéret. Ne álljon az útjába, hogy tanulhasson. Ne tekintse könnyelműségnek, ha könyvre van szüksége! Segítse az útján, nem fog csalódni. Én kezeskedem, nem fog csalódni!” Így terelődött Germanus Gyula életútja az orientalisztika felé. 
Az érettségi után egyik első útja Boszniába vezetett, ahol először találkozott az iszlámmal, és megtapasztalhatta a muszlimok vendégszeretetét.
Hazatérve, bár szülei mérnöknek szánták, beiratkozott a Budapesti Tudományegyetem Bölcsészettudományi Karára, történelem–latin szakra, s emellett Goldziher Ignác iszlám kultúrtörténeti, Kuzsinszky Bálint ókori világtörténeti, Kúnos Ignác török nyelvi, Hegedűs István ógörög nyelvi, Marczali Henrik magyar történelmi előadásait hallgatta. „Goldziher Ignácról, a nagy tudósról is mindig a legnagyobb szeretettel és tisztelettel szólt Germanus […] De Vámbéry Ármin sokkal közelebb állt hozzá emberileg, igazi támogatójának, irányítójának tartotta élete végéig.”

### Tanulmányútjai
A Keleti Akadémia révén 1903-ban eljutott Konstantinápolyba töröktudásának gyarapítására. Jogot tanult a konstantinápolyi egyetemen, állandó szállást egy örmény család biztosított számára. Törökországban megismerkedett az ifjútörök mozgalommal, amely II. Abdul-Hamid oszmán szultán önkényuralmát próbálta megdönteni, és reformokat kicsikarni. Kémkedés vádjával börtönbe került, halálra ítélték, és csak az utolsó pillanatban, az osztrák konzul segítségével szabadult ki, és menekült meg az akasztástól. Beutazta az Oszmán Birodalom városait, megismerte e többnemzetiségű birodalom mindennapi életét, a mozgalom révén pedig hűséges barátokat szerzett. A század eleji Oszmán Birodalom volt fiatalkori álmainak beteljesülése.
Hazatérte után, 1905-ben megjelent első tudományos dolgozata Kúnos Ignác török nyelvkönyvében A török nyelv arab és perzsa elemei fejezetcímmel.
Nem csak Törökországban járt ezekben az esztendőkben; hallgatott előadásokat Lipcsében, Bécsben, balkanológiát, régészetet, német irodalmat tanult. 1906-ban Bécsben kiadták a Geschichte der osmanischen Dichtkunst (Az oszmán költészet története) c. tanulmányát.
1907-ben bölcsészdoktorrá (summa cum laude) avatták török nyelv és irodalomból, arab nyelv és irodalomból, ókori világtörténelemből. Evlija Cselebi a XVIII. századi törökországi céhekről című munkájával ösztöndíjat nyert, így három évet (1908–1911) tölthetett Nagy-Britanniában, a British Museum keleti osztályán. Kora egyik legelismertebb iszlám szakértőjének és egyben szeretett tanárának, Vámbérynak ajánlólevele sokat jelentett fogadtatásában. Nemcsak munkájában kamatoztatta angol nyelvtudását, hanem angol nyelvkönyveket és szótárakat is szerkesztett. Gyermekkorától vívott és úszott, Angliában az ökölvívásba is belekóstolt, de kedvenc sportága mindvégig a lovaglás maradt; abban eredményeket is ért el. Itt, Angliában ismerkedett meg ifjúkori szerelmével, Gwendolyn Percyfull-lal. Egyetemi éveiről, első utazásairól, élményeiről A félhold fakó fényében (Kelet varázsa) c. művében számolt be.

### A török fordulat évei
1912-ben a Magyar Királyi Keleti Akadémia nyelvtanítója, 1915-től a török és arab nyelv tanára. Az első világháború alatt, 1914–19 között a Miniszterelnökségen kapott állást. Elsődleges feladata a külföldi sajtó ellenőrzése volt.
A háború alatt többször járt a Magyarországgal szövetséges Törökországban, kiváló nyelvtudásával segédkezve különleges, titkos küldetésekben. 1915 júliusában a Vörös Félhold (Törökország gyógy- és kötszer ellátását segítő szervezet, a Vöröskereszt muszlim testvérszervezete) magyarországi alakulatának megbízásából Törökországba utazott, egy, a gyógyszerek mellett titokban fegyvereket, robbanóanyagot szállító szerelvénnyel. Törökországban – az ott töltött ifjúkori évek után 10 évvel – jelentősen megváltozott a helyzet. A szultánt sikerült ugyan megbuktatni (helyébe öccse, Mehmed Resád került), azonban a belső hatalmi viszálykodások, a kisebbségek (örmény, görög, arab, kurd stb.) lázadásai, az egyre erősödő gazdasági csőd, a felgyülemlő államadósság, a háborús veszteségek (Balkán-háborúk, I. világháború) és a mérhetetlen szegénység miatt egyre rosszabb helyzetbe kerülő ország látványa tárult a szeme elé. A fordulatban, 1908-ban az ifjútörök mozgalom élharcosai kerültek hatalomra, köztük azok is, akik Germanus legkedvesebb barátai, segítői voltak; csak néhányat említve közülük: Enver pasa hadügyminiszter, Dsávid efendi pénzügyminiszter, Ahmed Riza a szenátus elnöke, Dzsemal pasa a szíriai hadsereg parancsnoka, Szulejman Neuman az egészségügy-miniszter és Talaat pénzügyminiszter. Mindegyiküket sorra látogatta, sőt fogadta őt a szultán is, a már idősödő VI. Mehmed, aki Medsidié rendjellel tüntette ki az ifjútörök mozgalomban való tevékenységéért.
A Vörös Félhold képviseletében jelen volt a hadszíntéren a Dardanelláknál, a török sereg oldalán; itt megsebesült, angol fogságba került, de szabadon engedték. Ekkor ismerkedett meg a hadsereg tábornokával, Musztafa Kemál pasával, aki 1923-ban felszámolta a szultanátust, és az új állam, a Török Köztársaság első elnöke lett.
Egy másik alkalommal a Fricsay Richárd vezette honvédzenekar Bulgáriába, Törökországba való lejutását szervezte, vezette 1918 kora tavaszán. Találkozott Abdul-Medzsid trónörökössel és Széchenyi Ödönnel (gr. Széchenyi István fiával). A szultán ez alkalommal Oszmanie-rendjelet adományozott neki. Ott tartózkodása alatt maláriát kapott, amit későn ismertek fel nála és csak két év elteltével gyógyult fel teljesen.
A „nagy háború” éveiben Magyarországon is terjedni kezdett a Törökországból származó turanizmus (a turáni népek rokonsága, összefogása) elmélete. E tudománytalan, a politikai helyzetből fakadt eszmének Germanus a Turánban (1916) adott ultimátumot meggyőző nyelvészeti, földrajztudományi érveivel a turanistáknak, köztük a Turáni Társaság és egyben a Keleti Intézet elnökének, gr. Teleki Pál miniszterelnöknek. 1920-ban, kétévnyi megfeszített munka után jelent meg másik, e témához kapcsolódó könyve A föld és faj hatása a történelemben, amelyben „megcáfolta a tudománytalan szemléletből eredő fajelméleteket és a gyűlölet szülte nacionalista hírveréseket”.
1918-ban a Keleti Akadémia rendes tanárává nevezték ki, és ugyanebben az esztendőben vette el első feleségét, a lőcsei származású G. Hajnóczy Rózsát (1892–1944).
1921-ben a felszámolt Keleti Akadémiáról a Budapesti Tudomány Egyetemből kivált, önállósult Közgazdaságtudományi Egyetemre (később József Nádor Műszaki és Gazdaságtudományi Egyetem), annak Keleti Intézetébe került mint intézeti tanár török, perzsa, arab nyelvi és iszlám művelődéstörténeti előadásokat tartott.
1925-ben jelent meg török nyelvtankönyve. 
1926-ban John Galsworthy ajánlásával a Magyar PEN Club titkárának választották, majd 1928-ban ő szervezte meg a bolgár és 1934-ben az egyiptomi Pen Clubot is.
A török kulturális átalakulás késztette két francia nyelvű tanulmány megírására: La civilisation turque moderne (A modern török civilizáció) és a Pensées sur la révolution turque (Gondolatok a török forradalomról 1928), amelyek a törökországi átalakulásokat és Kemal Atatürk török történelembeli szerepét ismertetik. Ezen írásainak köszönhette az új török kormány meghívását 1928-ban. Ez alkalommal azonban csalódnia kellett ifjúkori Törökországában; úgy érezte, a mind gazdaságilag, mind szellemileg fejlődő ország egyre inkább európanizálódik (többek között a latin ábécé bevezetése, az európai ruházat terjedése miatt), felvette a nyugati világ hajszolt munkatempóját és ezzel a török nép veszít kultúrájából, identitásából, keleties fényéből.
Csalódottsága miatt hamar megszakította útját; de így módja volt bejárni Bulgáriát, Makedónia egyes háborús térségeit; találkozott Vapcarov macedón vezérrel, valamint neves bolgár és szerb írókkal Szófiában, majd Belgrádban.

### India földjén
Általános történelmi, politikai, irodalmi és művelődéstörténeti ismeretei az iszlámról, a muszlim országokról újabb nagy lehetőséget kínáltak számára: 1928-ban az indiai Kalkuttába hívta Rabindranáth Tagore Nobel-díjas hindu költő, író és felkérte, hogy az elnöksége alatt álló – VII. Aszaf Dzsah, Haidarábád nizámja által alapított – santinikétáni egyetemen szervezze meg az iszlámtörténeti tanszéket és legyen annak első professzora.
Feleségével, Hajnóczy Rózsával három évet töltött Bengáliában. A szabad ég alatt oktatta egyre sokasodó tanítványait.
Teleki Pál miniszterelnök felkérte, hogy Indiában való tartózkodása alatt kutassa a munda és a dravida nyelvek eredetét, fejlődését, és vizsgálja meg esetleges magyar, illetve más európai nyelvekkel való rokonságukat. Ezen kutatásait a Have the munda languages any cognates in Europe (Calcutta, 1929) című munkájában foglalta össze.
Előadásokat tartott a lakhnaui, lahori, dakkai egyetemeken. 1930 decemberében Delhibe hívták. A delhi muszlim egyetem falai között folytatta munkáját. Így megismerte az egyetem rektorát, a nagy tudású, muszlim dr. Zakir Huszeint, aki 1967-től India köztársasági elnöke lett, illetve Szarvépalli Rádákrisnant, India volt államelnökét.
Ekkor már a Korán tanai szerint élt. Így részt vehetett Sáh Dzsahán mogul sah, Dzsáma Maszdzsid mecsetében a pénteki imákon. Egy alkalommal a szertartás végéhez közeledve a szószékhez vezették. Az iszlám újrafelvirágoztatásáról szóló beszéde magával ragadta a mecset közel 5000 fős imádkozó hívőseregét; olyannyira, hogy sietve kellett távoznia, nehogy a hívők szeretetük jeléül ölelésükkel megfojtsák, vagy elsodorják és agyontapossák. Germanus beszédének híre elterjedt az egész muszlim világban. Napilapokban vezércikkek jelentek meg róla, hívők százai látogattak el szerény lakásához, azért, hogy kikérjék véleményét. Élményei és a történtek hatására végleg megváltozott hátralévő élete. Megérett benne az elhatározás, hogy felveszi az iszlám hitet és eljut Mekkába, elvégzi a zarándoklatot, amit minden igazhívő muzulmán életében legalább egyszer köteles elvégezni. Nevét ő maga választotta: Abdul-Karim (Kerim), a „Kegyes Isten szolgája”.
A fülledt bengáli nyarakat nem töltötte az egyetemen. Feleségével először a Himalájának vágtak neki; elzarándokoltak Darzsilingbe Kőrösi Csoma Sándor sírjához, majd Kasmír völgyeit járták be. Szrinagarban, Kasmír fővárosában több hétig egyik muszlim barátjuk kastélyában lakhattak, majd egy lakóbárkán kaptak szállást.
Indiai tartózkodása alatt tanítványainak köszönhetően módja volt találkozni Gandhival. Indiai éveinek könyvtermése A mai India (1933) és az India világossága (Mahátma Gandhi) (1934), amelyekben India történelmét, a korabeli angol gyarmat politikai vonulatait, ezen belül Gandhi személyiségét és életútját ismerteti.
A három Indiában töltött év nagy hatással volt rá. Megismerhette az iszlám vallás és a hindu nép együttélését, az európaitól merőben eltérő klímájú földrésznyi ország ősi mitológiáját, társadalmi felépítését, számtalan népcsoportját, kultúráját, a felbomlóban lévő kasztrendszert, a vallások összefonódását és nem utolsósorban a természeti szépségeket. „India a csodák országa. A legtöbb indiai utazó indíttatva érzi magát, hogy a megmagyarázhatatlan kötélcsodát szemtanúként írja le. Baktay Ervin Indiáról írt kitűnő munkájában leleplezi ezeket a szenzációra éhes turistákat, akik sohasem látták ezt a bűvészmutatványt, hanem sorjában írták le, magukat hiteles tanúként beállítva. Ellenben a jógik, az akaraterőnek túlfeszítésével a test fiziológiai működésének irányításában és uralmával tényleg olyan eredményeket érnek el, amit a hétköznapi ember csodának tart, az orvos pedig bámulattal tanulmányoz. A dardzsilingi risi tetszhalála és feltámadása ilyen szuper fiziológiai mutatvány. Ugyanebbe a kategóriába tartozik a többi önkínzásnak tűnő, vallási eksztázisban végrehajtott művelet is.”

### Arábiai utazások
1934-ben hosszabb utazást tett a Közép-Keleten; Egyiptomban, Szaúd-Arábiában. Összesen több mint 4000 pengőt kapott a Közoktatásügyi Minisztériumtól, az Egyetemtől és Budapest polgármesterétől. Nem kis nehézségek árán jutott ki Egyiptomba, Anglián át.
Londoni kitérője alkalmával találkozott az első világháború egyik legnevezetesebb hősével, Lawrence ezredessel.
Egyiptomban író ismerősei segítségével és Zawáhirí nagysejk szívét meglágyítva pár hónapot tölthetett a világszerte híres, ezer esztendős kairói Azhar-mecsetiskolában (alapítva 972-ben). Nyomor, piszok, bűz, és trachoma (vaksághoz vezető, fertőző szembetegség) jellemezte új helyét, ahol minden egyes diáknak meg kellett küzdenie a napi betevőért. Módja volt belekóstolni a több száz éve változatlan korántanításba, a helybeliek mindennapjaiba.

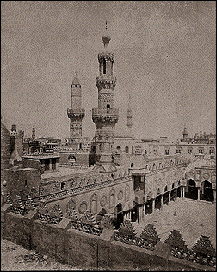
Al-Azhar Egyetem, Kairó, Egyiptom

Személyes ismerősök, íróbarátok révén megismerhette a kibontakozó egyiptomi irodalmat és kiemelkedő művelőit, így: Taha Huszaint, Mahmúd Tajmúrt, Abdullah ’Enánt, Abdul Qádir al-Mázínit, Ibráhím Nádzsít, Taufiq al-Hakímot, Abbasz al-Akkádo, Sauki Amint és Muhammad Huszajn Hajkal filozófust.
1935-ben a legelső európaiak között jutott el a muszlimok szent városába, Mekkába és végezte el a zarándoklatot (haddzs). Akkoriban ez még nem kis veszéllyel járt; ha gyanúba került volna, hogy esetleg kém, vagy gyaur turista, akár meg is ölhették volna a felbőszült hívek. A nehéz helyzetekben kisegítette leleményessége, határozott fellépése és töretlen hite az egy igaz Istenben. Titokban gyufaskatulya méretű gépével fényképeket, részletes leírásokat készített falfeliratokról, nyugaton sosem látott dokumentumokról a nagyvilág, a nyugati orientalista társai számára. Még a szent követ is módjában volt közelebbről szemügyre venni és középiskolai ásványtani ismeretei alapján kőzettani eredetére következtetni.
Fehér, az egész testet elfedő ruhája alatt minden keleti útja alkalmával ott hordta azt a nemzeti lobogót, melyet még indiai évei alatt függesztett ki szobája falára, hogy így csillapítsa honvágyát. Germanus Gyula életét az iszlám tudománykörének szentelte, de egy percre sem felejtett el magyarnak lenni, mindig is büszke volt magyarságára.
Különösen nagy megtiszteltetés volt számára, hogy hivatalos lett Abdul Aziz ibn Szaúdhoz, Szaúd-Arábia uralkodójához, a Szaúd-dinasztia megalapítójához.
A zarándoklatot teljesítve Medinába látogatott, Mohamed próféta sírjához, de a kétheti sivatagi karavánút, a 60 fok feletti hőség annyira megviselte akkorra már amúgy is kimerült szervezetét, hogy magas lázzal ágynak esett és több napra eszméletét vesztette. Meg kellett szakítania tudományos munkáit. Fáradalmait Athénban pihente ki. A viszontagságok ellenére elérte célját, hadzsi (zarándoklatot elvégzett muzulmán) lett. Eme, kalandokban gazdag utazását az Allah akbár!-ban tárta az olvasóközönség elé. Ez először 1936-ban jelent meg és nagy sikert aratott; legismertebb munkáinak egyike. Azóta hat magyar kiadást élt meg, több idegen nyelvre, köztük olaszra, németre is lefordították. Első, magyar kiadása (Révai Kiadó, Budapest, 1936) ma már könyvritkaság, ennek ellenére érdemes kutatni utána antikváriumokban, mert tartalmazza azokat az eredeti fényképfelvételeket és térképeket városrészletekről, karavánutakról, melyek nem találhatók meg egyik későbbi kiadásban sem, és amelyek nélkül nem teljes az iszlám eme enciklopédiája.
Keleti útját követően többször repült át Angliába, hogy előadásokat tartson tapasztalatairól, élményeiről.
Részlet a Germanus Gyulával 1971-ben készített riportfelvételből:
Gál Jolán: „Ön talán az egyetlen európai ember, aki végigjárta a zarándokutat?”
Germanus: „Azt hiszem, a ma élő európaiak között én vagyok az egyetlen. A XV. századtól fogva többen voltak európaiak, akik megkísérelték, hogy behatoljanak a nem-muszlimok részére tilos területekre. Álruhában kísérelték meg, de sokan életükkel fizettek, mert aki szentségtelenül lép be eme szent területre, azt a muszlimok nyugodtan, minden vérdíj fizetése nélkül megölhetik. Én azonban előkészültem erre.”
Mivel betegsége miatt olyan hirtelen ott kellett hagynia Medinát, tudományos munkáját befejezetlennek érezte. Úgy gondolta, rajta kívül senki sem hatolhat be Arábia szent területeire. A visszatérés lehetősége viszont egyre nehezebbé vált a kiéleződő háborús helyzet, Magyarország diplomáciai kapcsolatainak akadozása miatt.
Végül 1939. szeptember 23-án elindulva Budapestről a Kassa, majd egy kisebb hajótörés után a Duna nevű hajón, matrózként jutott le a Boszporuszon át Alexandriába. Ekkor 55 éves; ő maga írta, „Én voltam a világ legöregebb hajósinasa”, sőt helytállásáért magas kitüntetést is kapott, első osztályú matróz lett. Egy szörnyű viharban a Fekete-tengeren ugyanis matróztársaival komoly erőfeszítések árán, de megmentették a hajót a biztos pusztulástól.
Egyiptomba érve meglátogatta író-, tudósbarátait. Megjárta Libanont, Szaúd-Arábiát, majd Mekkában, Medinában, Badr városában elvégezte kutatómunkáját és második zarándoklatát. Mivel első útja alkalmával megismerte a szaúdi arabok királyát, immár királyi vendégeként tehette dolgát. Nem mindennapi élményt szerzett, amikor egyik arab barátjának hosszas unszolására annak repülőgépére felült. Néhány perccel a felszállás után a motor le-leálló hangjától halálfélelem fogta el, de néhány bukfenc után a csotrogány repülő simán landolt a sivatag porában.
Utazásai során első európaiként hatolt át karavánnal a Dsadak- és a Ghureir-vádin Rijád felé. Az emberpróbáló út 28 napig tartott. Egy borzasztó homokviharban még élelmüket és ivóvizüket is elvesztették, és már nem volt más „táplálék” csak az egyre legyengültebb tevék ürüléke, az elhullottak húsa és vére. Miután három napig semmiféle vízhez nem jutottak, Germanus elvesztette eszméletét; társai már-már lemondtak róla. Arab barátja hajthatatlan volt, nem engedte, hogy európai társát a sivatagban hagyják, tevéjét levágják. Végül elérve a Hamellie oázist, négy nap öntudatlanság után megmenekült. A megpróbáltatások emlékét egy kővé száradt tejpogácsa őrzi, amit Germanus rejtett el Koránja mellé a sivatagban. Elérve Rijádba, Abdul-Aziz király vendége lett. Második közel-keleti útjáról A félhold fakó fényében (Kelet varázsa) olvashatunk.

### Gondterhelt időszak
1941-ben elhunyt gróf Teleki Pál, a Keleti Intézet igazgatója; a posztot ezután Germanus Gyula töltötte be.
1944-ben született Az arab szellemiség megújhodása. Ez a tanulmánya teljes terjedelmében olvasható a Gondolatok Gül Baba sírjánál c. válogatásban.
Az 1940-es évek elején két tragédia is érte: a világháború kitörése és felesége halála. A háború borzalmait Budapesten élte át. Több tucatnyi embert – legyen az barát, ismerős vagy ismeretlen menekült – bújtatott, élelmet osztott, sebesülteket cipelt hordágyon, faszenet gyűjtött ismerőseinek, maga deszkázta be az egyetem ablakait, ahol tudott segített. „Lakását bombatalálat érte. De csak egy szobát! A könyvtár, mintha láthatatlan kéz óvta volna, teljesen megmaradt. Nem sokkal később elfogyott a tüzelő és az élelemnek is híján volt, az elpusztult ebédlő bútorait sem sajnálta, mert legalább volt mivel fűteni. Germanus lakása valóságos pályaudvar képét mutatta. A budaiak útban Pest felé éjjeli menedékre leltek itt, … ”.
Felesége Hajnóczy Rózsa „nehezen viseli el az izgalmakat, irtózik a háborútól, retteg a bombázásoktól. Germanus vidékre utazik, hogy nyári lakást szerezzen feleségének, ahol megőrizhesse nyugodt, megszokott életformáját. Visszatérve Budapestre eszméletlenül találja feleségét, a mentők szállítják el hordágyon. Olyan mennyiségű altatót vett be, hogy már nem volt segítség.” (Állítólag felesége nem tudta elviselni, hogy muszlim férjének fel kellett varrnia a sárga csillagot kabátjára, s bujkálnia kellett a nyilasuralom alatt, közvetlen életveszélynek kitéve.)
Az asszony meghalt, és a férj itt maradt riadtan, szívetörötten, élete legnagyobb kérdőjelével. „Ha betegségben hal meg, megsiratom, és idővel belenyugszom. Ha szerencsétlenség éri, tudom, hogy nem ő akarta így, csak a sorscsapás. De hogy önkezével 25 évi házasság után elhagy egy ostromlott városban egyedül, ezt, ezt nem viselem el.” A megrázó események sora több évre visszavetette tudományos munkáját.
Ezekben a fájdalommal teli, reményvesztett hónapokban a régi barátok mellett új bizalmas társa, Kajári Katóval volt segítségére. A súlyos beteg kisfiát korán elvesztett, férj nélkül maradt asszonnyal még az 1938-as könyvnapon találkozott, s benne szorgalmas tanítványra, segítőkész munkatársra, majd odaadó feleségre talált.
1946-tól a Keleti Intézet rendes (egyetemi) tanára.
1948-tól az Olasz műveltség és gazdaságpolitikai tanszék igazgatója volt. Már korábban is több olasz nyelvű műve, publikációja is megjelent, legjelentősebb ezek közül a Sulle orme di Maometto (Mohamed nyomában, Milánó, 1938), ami nem más mint az Allah Akbár olasz nyelvű kiadása. Még ez év végén megszüntették a Keleti Intézetet és ezzel az intézet fejlesztésének lehetősége végleg füstbe ment, hiába voltak Germanusnak nagyszerű javaslatai.
1948-ban sikerült helyreállítania a magyar lótenyésztést. Érdemeiért díszoklevelet kapott, a kormány is kitüntette. „Én vagyok az egyetlen egyetemi tanár, aki lótenyésztési érdemeiért kapott díszoklevelet.” „Gyerekkorom óta lovagoltam, nekem saját lovam sohase volt, de mindig rendelkezésemre álltak lovak. Több versenyben is részt vettem. Nekem testgyakorlásként szükségem volt valami sportra. 77 éves koromban vettem részt utoljára lóversenyen.”
1949 novemberében a Pázmány Péter Tudományegyetem (1950-től ELTE) Bölcsészettudományi Karának, Németh Gyula vezette Török Filológiai Tanszékére került (1955-től professzor).
1954-ben kezdi írni a nagy arab költő, Ibn Rumi élettörténetét. Bár sosem volt párttag, 1958–1966 között országgyűlési képviselőnek választották az egyetem jelöltjeként; ekkor került át a megalakuló Arab Irodalmi és Művelődéstörténeti Tanszékre; a tanszék vezetőjévé választották és posztjából nyolcvanéves korában, 1964 augusztusában mentették fel.
Összesen ötvenhat évig tanította a török, perzsa, arab nyelv irodalmát és az iszlám művelődéstörténetét. 1962-ben megjelent Az arab irodalom története c. könyve, melyben végigveszi az arab irodalom korszakait az ókortól napjainkig, és amelyben fény derül nagy kortársköltőkkel, írókkal való szoros, baráti kapcsolataira.

### Újra Keleten
1966-ban megjelent Kelet fényei felé című könyvében az 1955-től 1965-ig terjedő időszak utazásairól számol be. A Kairói Tudományos Akadémia, az alexandriai, a kairói, a damaszkuszi és nyolc indiai egyetem meghívását elfogadva 71 évesen vágott neki egykori tanítványával és egyben második feleségével, Kajári Katóval (1903–1991) a fárasztó utazásnak, hogy előadásokat tarthasson az iszlám művelődéstörténetéről angol és arab nyelven. 1957. december 30-án került sor székfoglaló beszédére a Kairói Tudományos Akadémián. Egyiptomban nem csak író barátai fogadták nagy szeretettel; tiszteletére „Germanus-hetet” rendeztek, arab nyelvű előadásaival nagy sikert aratott. Dina, jordán királyné a Kairóhoz közeli meádi lakosztályában, Talál szaúdi herceg pedig modern, dúsgazdagon felszerelt lakóbárkáján fogadta Germanust. 
Indiában bejárta a nagyvárosokat (Bombay, Delhi, Aligarh, Patna, Agra, Haidarábád, Kalkutta, Lakhnau, Santinikétán) felelevenítve fiatalkori élményeit. Elfogadta Dzsaváharlál Nehrunak, India akkori miniszterelnökének meghívását. 
1961 februárjában, meghívásra előadásokat tartott Marokkóban a fezi, rabati, casablancai egyetemeken. 1962-ben Bagdadba utazott az akadémia székfoglalójára. Az iszlám története Magyarországon volt előadásának tárgya. Meghívták az iraki főváros alapításának 1200. évfordulója alkalmából rendezett nagyszabású ünnepségsorozatra.
1964 februárjában az Egyesült Arab Köztársaság (Egyiptom és Szíria uniója) kormánya felkérte, hogy tartson előadásokat a felújított al-Azhar mecsetiskola fennállásának 1000. évfordulója alkalmából.
1965. március 15-én váratlanul szaúdi követ érkezett Budapestre Germanusékhoz. A szaúdi Fejszál király, a szaúdi kormány feje meghívta Mekkába, a zarándoklat alkalmából összehívott nagyszabású iszlámkonferenciára, ahová a muszlim világ legkiemelkedőbb tudósai voltak hivatalosak. A meghívást természetesen elfogadta. Ekkor tett harmadszor is zarándoklatot immár a iszlám vallásra tért (1958) feleségével (Aisha). Germanus számára ez túl a nyolcvanadik évén nagy megpróbáltatás volt. 

### Utolsó évek

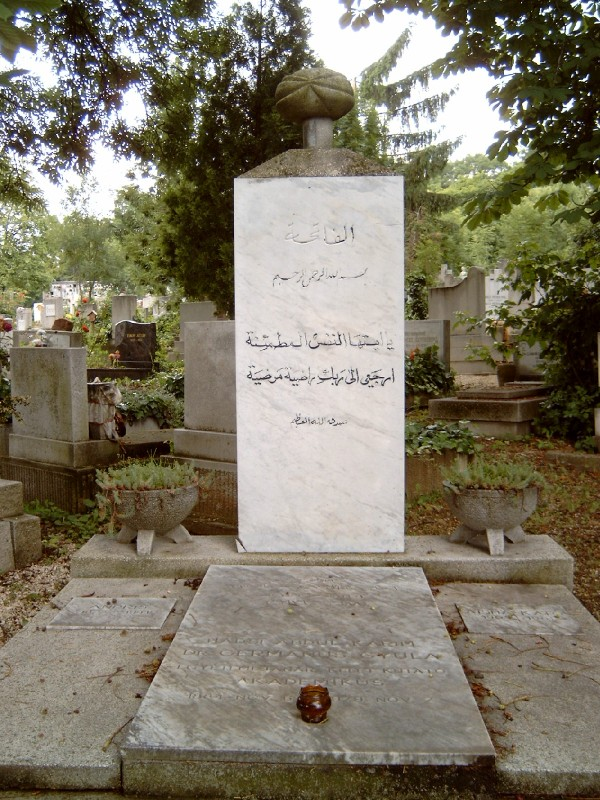
Germanus Gyula sírja Budapesten. Farkasréti temető: 17/2-1-38/39

Saját bevallása szerint jó egészségi állapotát kitartásának, akaraterejének köszönhette. 81 éves koráig lovagolt, vívott. Törökországot is lóháton járta be, miután kiutasították Isztambulból az ifjútörök forradalmárokkal fenntartott kapcsolatai miatt. Bár 1956 augusztusában súlyos műtéten esett át, néhány hét elteltével újult erővel vágott neki Egyiptomnak, hogy jelen legyen a Kairói Tudományos Akadémia székfoglalóján. 1973. augusztus 20-án érte az első infarktus. Két hónap elteltével ismét teljesen felépült, és orvosi felügyelet mellett újra munkához látott. 90. születésnapján az ELTE a Káldy-Nagy Gyula szerkesztette, a The Muslim East Studies in Honour of Julius Germanus című, magyar és külföldi orientalisták, történészek tanulmányait tartalmazó, illusztrált, ünnepi kiadványával köszöntötte. Egészen 1979-ben bekövetkezett haláláig dolgozott. Germanus Gyula 1979. november 7-én hunyt el egy nappal 95. születésnapja után. 
A Farkasréti temetőben helyezték végső nyugalomra. 1979. november 19-én muszlim szertartású temetésén jelen voltak a magyar tudományos közélet jelentős személyiségei, arab országok diplomáciai képviselői. Sírja a muszlimoknál szokásos, turbánt jelképező fejdísszel ellátott oszlop, melyen a Korán 89:27-28 idézete olvasható, melynek jelentése: "„Ó te, emberi lélek, ki nyugalomra leltél! Térj vissza az Uradhoz elégedetten, megelégedést okozva [Neki]!"

### Tudományos munkásságának elismerése Magyarországon és a nagyvilágban
1952-ben a nyelvészeti tudományok kandidátusa, majd 1958-ban a nyelvészeti tudományok doktora lett. Tagja volt a Magyar Tudományos Akadémia Orientalisztikai Bizottságának, valamint a Kőrösi Csoma Társaságnak. A Közép-Ázsia Kutatására Alakult Nemzetközi Bizottság, a Német Keleti Társaság és a Magyar Turáni Társaság tiszteletbeli titkára volt. Halálakor már tíz arab akadémia tiszteletbeli tagja volt; köztük a kairói (1956), bagdadi (1962), damaszkuszi (1966), ammani (Jordánia, 1978) Tudományos Akadémiának. Tagja volt az egyiptomi arab akadémia néhány (tíz?) fős arab szótárbizottságának, amelynek célja a világnyelvekből átvett idegen szavak arab nyelvre való átültetése, az új kifejezések elterjesztése és a nagy, egymillió szavas arab szótár megalkotása. Továbbá tagjai közé választotta a Magyar Írók Szövetsége, az Arab Írók Szövetsége (1957), a római Accademia del Mediterraneo (1952), az Accademia Leonardo da Vinci (1973), a londoni Institute for Cultural Research és a delhi Indian Institute of Islamic Studies (1973). Az UNESCO tagja is volt. Munkái rendszeresen jelentek meg a Budapesti Szemle, a Nagyvilág és a Keleti Szemle hasábjain. Számos arab egyetemen, Londonban, Oxfordban, Helsinkiben és éveken keresztül a bécsi rádióban is tartott előadásokat. Számos dolgozata látott napvilágot az Islamic Culture számaiban, mely az iszlamológia egyik legismertebb, legszínvonalasabb folyóirata.
Örökébe lépő tanszéki utóda, Czeglédy Károly professzor így emlékezik meg róla: „egyre jobban behatolt a mohamedán teológia és általában a mohamedán gondolkodás rejtelmeibe… az iszlámot kritikailag is szemlélte, nagy hatású tanára lett a modern iszlámkutatásnak. Tanítványai közül többen maguk is ismert tudósokká váltak, és sokszor tettek tanúbizonyságot arról, hogy mit jelentett számukra Germanus Gyula tanítása… ő, aki először adott részletes képet az arab irodalomról Magyarországon, tudósoknak és laikusoknak egyaránt… bízvást elmondhatjuk, hogy tudósi és professzori működése a magyar arabisztika történetében rendkívüli jelentőségű. Munkásságát Keleten és Nyugaton egyaránt értékelték.”
Lokesh Chandra indiai tudós ekképpen méltányolja: „A magyar orientalisták közül egész Indiában és számomra is jól ismert név Germanus Gyuláé, aki a mi világunkat először ismertette meg az iszlám és általában a vallás tanulmányozásának kritikai módszerével, és először juttatta az indiai mohamedán kutatókat olyan felismerésekhez, amelyek megteremtették a mohamedán gondolkodás ottani, haladó irányzatának alapjait.”
Mahmúd Tejmúrt idézve „Germanus professzor hosszú utazásai során mélyebbre hatolt az iszlám kultúrájában, mint bármely elődje. Tudományos felkészültsége mellett nem tévesztette szem elől a gyakorlati élet követelményeit… Mi, arab nyelvű népek, tisztelettel, csodálattal és szeretettel igyekszünk némileg viszonozni azokat a nagy szolgálatokat, amelyeket kultúránknak és népünknek tett. Egyedüli európai tagja a kairói, a bagdadi és a damaszkuszi tudományos akadémiáknak és ezek büszkesége.” „Germanus nem a dolgozószoba csendjében alkotó szobatudós volt, hanem nagy felfedező-utazó elődeinek, Kőrösi Csomának, Vámbérynek szellemi örököse, munkájuk folytatója, akit elsősorban a tudományban rejlő kaland vonzott: sokoldalú érdeklődésű orientalista, aki az iszlám világában éppúgy otthon volt, mint a török vagy indiai történelemben és kultúrában. Belülről, a valóságban akarta megismerni a Keletet és népeit, hogy velük azonosulva, de ugyanakkor az európai racionalizmus és korszerű tudományosság eszközeivel világítsa meg számunkra e különös és ismeretlen világot.”
Végül felesége szavait felelevenítve: „Maradhatott volna Angliában, hiszen nyelvtudása és speciális mélyreható orientalisztikai ismeretei lehetővé tették volna, hogy képzettségének megfelelő álláshoz jusson. Ám ő hazajött Magyarországra. Nem volt olyan kísértés életében, sem anyagi, sem érzelmi, hogy elhagyta volna hazáját”. „A könyvtár, e páratlan gyűjtemény – ma a Magyar Tudományos Akadémia birtokában –, de amelynek minden könyvét szinte »megtanulta«. Bármiről lehetett szó, keze pontosan eltalálta a helyet, kivette a könyvet, és felütötte azt az oldalt, ahol egy mondattal igazolta beszéd közben elhangzott tudományos állításait. … Mint tudós, nem vagyok hivatva bemutatni: íme, könyvei, életműve. És Kelet legnagyobbjai, tudósok, tudományos intézetek, egyetemek meghívásai, akadémiák sora. Mesterüknek tartották Hydarabadtól Princetonig, Egyiptomtól Bostonig, Oxfordig, Párizsig, Bécsig. És az arab világ minden országa – és India! […] Sem vagyont, sem hasznot nem ismert. Csak szolgálatot. Kelet–Nyugat hídjaként szolgálta a tudományt és az emberi összetartozást.”

### Ismerősök Keleten és Nyugaton
Germanus Gyula rendkívül büszkén beszélt világszerte ismert, nagynevű emberekkel való találkozásairól. „Megfordultam szegény emberek házaiban, beduinok sátraiban is, s ha a sors akarta, fejedelmek is fogadtak vendégül. […] A török szultán, Mohamed Resat külön kihallgatáson fogadott, mert én voltam az egyetlen külföldi, akivel törökül tudott beszélni. Fogadott Enver pasa hadügyminiszter. 1934-ben Abdul-Aziz Ibn Szaúd, a Szaúd-dinasztia megalapítója látott vendégül. Indiában kapcsolatba kerültem Motilál Nehruval, majd fiával, Dzsaváharlál miniszterelnökkel, Sarvepalli Radhakrishnan indiai államelnökkel, a perzsa sahhal, és az író Nâzım Hikmettel, aki később jó barátom lett.” Ismerőse volt Stein Aurél, Gandhi, Kishen Pershad maharadzsa, Zakir Huszein, Kemal Atatürk, Táhá Huszein, Rabindranáth Tagore, Lawrence ezredes, Gamal Nasszer egyiptomi elnöke és Fejszál király. „Oslóban 1933-ban fogadott VII. Haakon norvég király és néhány évvel ezelőtt Pesten a perzsa sah.” Az egyik legjobb barátja a szintén neves, kortárs keletkutató Baktay Ervin volt. Rendkívül sokat utazott: „Európa minden országát ismertem, és laktam Norvégiában, Svédországban, Dániában, Belgiumban, Franciaországban, Spanyolországban, Németország városai mind meghitt ismerőseim. De Olaszország földje, levegője és népe szívemhez nőtt. Hetekig utazgattunk keresztül-kasul városain, és felkerestük az eldugott festői falvakat, ahol eredeti tisztaságban él az olasz népi lélek.” Tanult Ausztriában, Törökországban, Nagy-Britanniában, Németországban, később előadásokat tartott Egyiptomban, Irakban, Marokkóban, Algériában, Szíriában, Finnországban. Bulgária, India, Szaúd-Arábia, Líbia minden táját bejárta, „Majdnem minden télen Kairóban és Damaszkuszban vagyok, ahol mint az Akadémia tagja, előadásokat tartok és a szótár-bizottság munkájában is részt veszek.”
Nyelvtudása sem volt lebecsülendő. A németet, a franciát szinte anyanyelvként hozta magával, és természetesen a latinnal, göröggel is boldogulnia kellett, ha tovább akart tanulni (a századelőn az ógörög volt a latin mellett a másik klasszikus nyelv, amelynek elsajátítása alapkövetelmény volt a középiskolai oktatásban). „Édesanyám és rokonai, mint Szepes megyeiek, csak németül beszéltek. De magyar érzelműek voltak. […] Én is büszkén vallottam magamat magyarnak, pedig az első nyelv, amit beszéltem, a német volt.” „A magyar történelem török hódoltsági korát akkor főképpen nyugati magyar források alapján írták meg. Mint szólnak erről a döntő jelentőségű korról a török írók? – kérdeztem magamban. Ez a kérdés napokig kínozott, míg végre egy könyvesbolt kirakatában megláttam Pröhle Vilmos »Kis török nyelvtan« könyvét. Ára 30 krajcár. Éppen 30 krajcár volt egész vagyonom. Megvettem, és már aznap nekiláttam a tanulásnak. Azt hittem, hogy egy ilyen, világot verő vitézi nép nyelve úgy hangzik, mint az üstdob és a kürt, harsog, mint a fergeteg. Elcsodálkoztam. Hiszen olyan, mint a madárcsicsergés, olyan, mint a hárfa pengetése, és olyan sok bölcs közmondást adott az emberiségnek. »It ürür, kervan gecser – a kutya ugat, de a karaván halad.« […] Hogyhogy nem lehet ezt a gyönyörű nyelvet néhány hónap alatt megtanulni? Igaz, hogy 128 igealakja van, de olyan szabályos és átlátszó, hogy öröm volt vele nyelvemet begyakorolni. Az irodalmi török nyelv azonban nagyon gazdag, mert telis-tele van perzsa és arab elemekkel. Pillanatra meghökkentem, de aztán összeszorítottam a fogamat. El kell olvasnom a török krónikaírók forrásait, meg kell tanulnom a török irodalmi nyelvet!” „Mikor egyetemre kerültem, már folyékonyan olvastam törökül, és kissé tudtam perzsául, de sokkal kevésbé arabul.” Egyetemi évei alatt tökéletesítette töröktudását, jól megtanult perzsául, azeriül. Német, angol, török nyelvkönyveket, szószedeteket szerkesztett; olaszul, franciául publikált. Értett spanyolul és jártas volt a szláv nyelvekben is. Mivel több évig élt Skandináviában, ezeken a nyelveken sem lehetett eladni. Azonban szakterülete az iszlamológia, amihez kulcsfontosságú volt az írott klasszikus arab nyelv és számtalan, a történelmi arab birodalmak terjedése révén kifejlődött, az írottól gyakran merőben eltérő beszélt dialektus ismerete. 86 éves korában már azzal büszkélkedett, hogy közel hatvan arab nyelvjárást ismer és lektorál. „… csupán az arab nyelvvel voltak nehézségeim, és ismétlem, annak ellenére, hogy már 65 éve tanulok arabul, és bár a kairói, a bagdadi és a damaszkuszi tudományos akadémia tagjává választott – még ma is vannak. Még mindig tanulok. Mert az arab nyelv olyan, mint egy tenger, amelynek van kezdete, de nincs vége.” Arabra fordította Arany Jánost, Petőfi Sándort, József Attilát, Tompa Mihályt, Ady Endrét. Élete főműveként megjelentette Madách Imrének Az ember tragédiáját arabul. Ahogy Kardos István mondta volt, „Germanus azon kevesek közé tartozik, akik mérhetetlen gazdag életet éltek.”
Néhány rádiós és televíziós riportfelvétel lelhető fel a Magyar Rádió, a Magyar Televízió, a MAFILM és egyes könyvtárak archívumában. A rádiótól bárki kikérheti kópián a régi Germanus-felvételeket.
A második világháború után a lovak iránti szeretete volt az oka, hogy kezébe vette a dolgokat, és rehabilitálta a magyar lósportot, ezért kitüntetést is kapott. Ennek és a közbenjárások eredményeképpen sikerült hazahozatni külföldről az elkobzott bugaci ménes 160 paripáját. Ezt megünneplendő, nagyszabású mátrai díszvadászatot rendeztek. Germanus volt az, aki Gyöngyös, a háború nyomait még ki nem hevert utcáin plakátokat ragasztott a díszbemutatóra való meghívásként. Maga szervezte a lacikonyhákat is az akadályverseny befutóhelyein. A MAFILM archívumában talán még ma is megtalálható egy az 1940-es években készült celluloidtekercs, melyen a vadászkopók és díszes tömeg kísérte, 100-150 lóból álló lovascsoport, élén Germanus professzorral megindul a Mátra lejtőin.
A második felvétel már az MTV stúdiójában készült, és 1963. november 30-án sugározták. Címe: Tudós az 1001 éjszaka földjén; 27 perc terjedelmű. Ez a felvétel megtalálható és levetíttethető az Országos Széchényi Könyvtárban. Utoljára 1971-ben készült televíziós riportfilm Germanusról. A Kardos István rendezte nagy sikerű a Magyar Tudósok és Nobel-díjasok címmel sugárzott riportsorozat keretében Gál Jolán kérdéseire felelt az idősödő tudós. A riport szövege teljes terjedelemben olvasható a riportsorozat alapján megjelent könyvben: Sokszemközt – tudósokkal: Kardos István tévésorozata. Budapest: MRT; Minerva. 1974. ISBN 963-223-006-X.

## Öröksége
A Magyar Földrajzi Múzeum (2030 Érd, Budai út 4.) birtokában van a teljes tudományos hagyatéka. Nevét a Margit híd budai lábánál elterülő park is őrzi, szobrát 1987-ben avatták. Magyarországon működik egy, az ő közreműködése révén létrejött, kis létszámú, nem fundamentalista irányzatot követő muszlim közösség, a Magyar Iszlám Közösség, amelynek egyben első főmuftija is ő volt. Germanus évtizedekig küzdött az első budai pasa, Gül Baba türbéjének restaurálásáért, környezetének rendezéséért. A harcos bektasi rend nagy tiszteletnek örvendő dervisének emelt síremlék ma ismét régi fényében pompázik. Egyelőre ez a rózsadombi emlékmű az egyetlen muszlim zarándokhely a nyugati kultúrvilágban.
Tucatnyi könyv és számtalan publikáció őrzi munkásságát. Nem egy ismertebb külföldön, mint idehaza. Néhány munkáját csak töredékben, vagy egyáltalán nem adták ki (pl. Az oszmán állam megalakulása, melynek megjelent része A török forradalom). A régebbi, 1950 előtt megjelent könyvei, tanulmányai egyre kevésbé hozzáférhetők. Néhány megsárgult, fesledező kötetet (pl. Turán, India világossága, az angol nyelvkönyve, A föld és a faj hatása a történelemben stb.) őriz a Fővárosi Szabó Ervin Könyvtár és az Országos Széchényi Könyvtár.

## Fő művei
- Evlija Cselebi a XVII. századi törökországi céhekről, 1907
- Schidlof 1000 szó gyakorlati módszere világnyelvek magánúton való tanulására – Angol Dr. Latzkó Hugóval, 1911 jav. kiad. 1939
- Schidlof Dr. gyakorlati módszerének liliputi zsebszótárai. Magyar–angol és Angol–magyar rész, 1913
- Turán, 1916
- A föld és a faj hatása a történelemben, 1920
- Az oszmán állam megalakulása, 1921
- Török nyelvtan; Lingua, Bp., 1925 (Lingua nyelvkönyvek)
- Gondolatok Gül Baba sírjánál, 1928
- Pensées sur la révolution turque, 1928
- Lecture on Turkish Popular Literature, Lahore, 1931
- Modern Movements in Islam, Calcutta, 1932
- A mai India, 1933
- The Role of Turks in Islam, I–II., Hyderabad, 1933–34
- The Awakening of Turkish Literature, I–II., Hyderabad, 1933
- India világossága – Mahatma Gandhi, 1934
- Allah Akbar!, 1936 (5. kiadás 1979), ISBN 963 15 1368 8
- Arábia, Szíria és Mezopotámia felfedezése és meghódítása, 1938
- Sulle orme di Maometto, Milánó, 1938
- Az arab szellemiség megújhodása, 1944
- Mahmoud Teymour and Modern Arab Literature, London, 1950
- Sources of the Arab Nights, London, 1951
- Unknown Masterpieces of Arab Literature, Hyderabad, 1952
- Causes of the Decline of Islamic Peoples, Lahore, 1953
- Arab Geographers, London, 1954
- Bayna Fikraini, Damaszkusz, 1956
- A félhold fakó fényében, 1957, 1975. Kelet varázsa ISBN 963 270 151 8 (Online elérhetőség)
- Trends of Contemporary Arab Literature, I–II., London, 1957-58
- Arab költők a pogány kortól napjainkig, 1961
- Az arab irodalom története, 1962; 2. átdolg. bővített kiadás, 1973
- The Berber-Arab Literature of Marocco, Hyderabad, 1964
- Kelet fényei felé, 1966, 1975. Kelet varázsa ISBN 963 270 151 8 (Online elérhetőség)
- Ibn Khaldoun, the Philosopher, Lahore, 1967
- Arab Poets and Critics, Delhi, 1967
- New Arab Novelists, Lahore, 1969
- Kelet varázsa (A félhold fakó fényében és a Kelet fényei felé egy kötetben), 1975 ISBN 963 270 151 8
- Gondolatok Gül Baba sírjánál. Művelődéstörténeti tanulmányok; vál., szerk., utószó Antall József; Gondolat, Bp., 1984
- Kelet fényei felé; szöveggond., utószó Kubassek János, fotóvál. Puskás Katalin; Palatinus, Bp., 2003
- Allah Akbar!; szöveggond., utószó Kubassek János, fotóvál. Puskás Katalin; Palatinus, Bp., 2004

### G. Hajnóczy Rózsanéven
- Bengáli tűz. Három esztendő története, 1–3.; Singer-Wolfner, Bp., 1943
- Bengáli tűz; szöveggond., utószó Kubassek János, fotóvál. Puskás Katalin; 2. jav. kiad.; Palatinus, Bp., 2008

A Bengáli tűz Germanus és felesége 1929–32-es indiai élményeit dokumentálja. A naplót, amely alapján a műfajalkotó regény készült, a feleség, Hajnóczy Rózsa vezette. Részletekben, levélben megírta szüleinek is, olyan formában és stílusban, ahogy az nyomtatásban is megjelent. Akik azon az állásponton vannak, hogy Germanus Gyula volt a szerkesztője és a felesége naplója alapján ő válogatta össze, ezt az egyedülálló Germanus-stílussal magyarázzák. A mű megírásában és szerkesztésében jelentékenyen közreműködött Lukács Gyula újságíró is. 1979 óta a mű hivatalosan Germanus Gyula G. Hajnóczy Rózsa álnéven írott könyve.